# Andrew Edward McKeever
Andrew Edward McKeever (Listowel, 24 agosto 1894 – Toronto, 25 dicembre 1919) è stato un militare e aviatore canadese, asso dell'aviazione durante la grande guerra che prestò servizio nel Royal Flying Corps conseguendo 31 vittorie in combattimento aereo, tutte pilotando un Bristol F.2 Fighter, tra il 26 giugno e il 30 novembre del 1917.

## Biografia

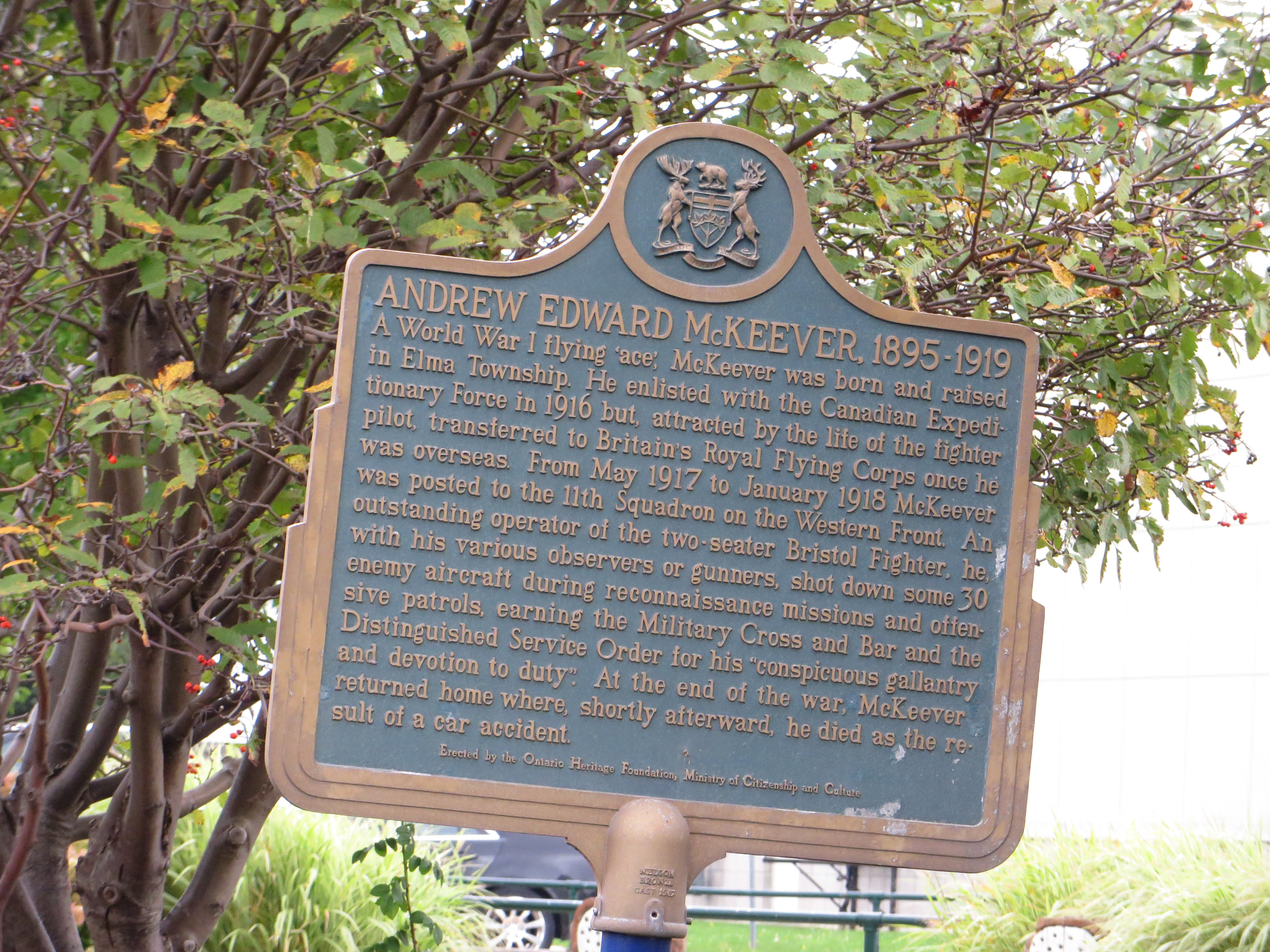
Targa ricordo di Andrew Edward McKeever Marker a Listowel.

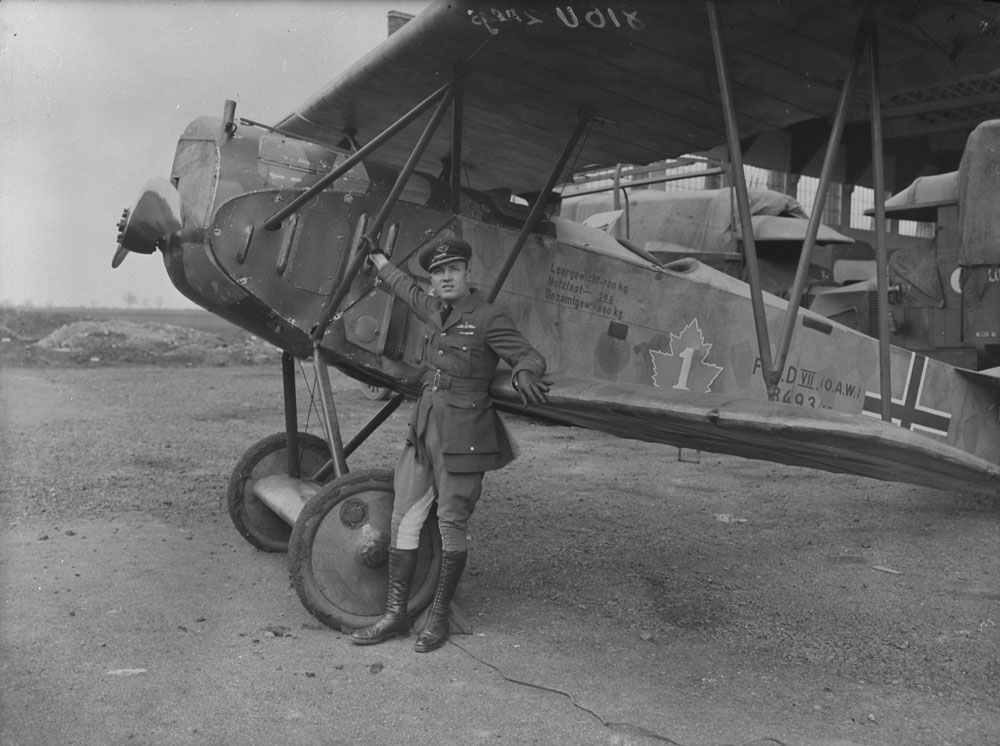
Maggiore A.E. McKeever, Ufficiale Comandante, No. 1 Squadron, C.A.F. con un caccia Fokker D.VII catturato, già appartenente alla Luftstreitkräfte, Upper Heyford (Oxfordshire), 1919.

Nacque a Listowel, Ontario, Canada, il 24 agosto 1894 figlio di William, di professione droghiere e macellaio, e di Bella Henderson. Dopo aver frequentato la Central Technical School di Toronto,  lavorò come cassiere fino al 1916.
In quell'anno si arruolò come soldato semplice nei "Queen's Own Rifles of Canada", un'unità della milizia. Rimase con loro fino al novembre 1916, quando fu accettato nel Royal Flying Corps e salpò per l'Inghilterra per l'addestramento il 25 novembre 1916. Fu nominato sottotenente in prova il 5 dicembre.
Completato il periodo di addestramento, il 28 maggio 1917 fu assegnato al No. 11 RFC Squadron, che volava con obsoleti Royal Aircraft Factory F.E.2. Poco dopo il reparto si riequipaggiò con i caccia Bristol F.2A Brisfit per ricognizioni a lungo raggio da Le Hameau, vicino ad Arras, in Francia. Successivamente lo squadrone si trasferì a Bellevue, vicino ad Albert, e poi a Le Quesnoye vicino a Hesdin.  Tra i suoi compiti vi era la ricognizione fotografica, con il suo osservatore che impugnava una macchina fotografica portatile e scattava le foto. Sebbene lo F.2A Brisfit potesse svolgere bene questo compito, era veloce quanto i Fokker che gli si opponevano, ed abbastanza manovrabile da essere pilotato come un monoposto.
Colse la sua prima vittoria abbattendo un Albatros D.V il 26 giugno 1917 e facendone cadere un altro fuori controllo. Il 7 luglio, lui e il sergente L.F. Powell ne abbatterono altri tre, uno a sud di Vitry, uno su Vitry e uno a sud di Monchy.
Avrebbe ripetuto questa impresa in altre tre occasioni, il 5 agosto, il 23 settembre e il 31 ottobre 1917.
Il 3 ottobre, quando aveva raggiunto le 20 vittorie gli fu conferita la Bar sulla Military Cross, ricevuto il 17 del mese precedente.
Il 30 novembre 1917, mentre volava sullo F.2A (A7288), concluse la sua carriera attaccando due biposto tedeschi protetti da una formazione di sette Albatros D.V. Lui e Powell ne distrussero quattro, uno dei quali si incendiò. Quando la mitragliatrice di Powell si inceppò, egli finse di essere stato colpito e si lanciò in picchiata fuori dal combattimento. A  soli 25 piedi di altitudine si mise in volo livellato, nascosto agli aerei nemici da uno scudo di nebbia, e si diresse a gran velocità verso la sua base. Gli aerei tedeschi rimasti interruppero il contatto. Per questo combattimento fu insignito del Distinguished Service Order.
Avrebbe ottenuto tutte le 31 vittorie accreditate volando sul caccia biposto, diventando uno dei principali assi dei piloti di caccia biposto della RFC/RAF. Tutte le vittorie, tranne due, riguardavano i caccia tedeschi Albatros D.V. Sette diversi mitraglieri/osservatori condivisero le sue vittorie. Uno di questi, il tenente Leslie Powell, divenne a sua volta un asso a pieno titolo, con 19 successi, 18 dei quali in tandem con McKeever.
Il 25 gennaio 1918, sia il pilota che l'osservatore furono ritirati dalla linea di combattimento e rispediti in Gran Bretagna per un servizio come istruttori che durò fino agli ultimi giorni della guerra. Durante quel periodo, la neonata Canadian Air Force era stata costituita l'8 luglio e mobilitata in Inghilterra tra il 20 e il 25 novembre. Il 22 gennaio 1919, dopo un giorno di servizio con il "Western Ontario Regiment" nella Canadian Expeditionary Force,  fu distaccato alla RCAF, con il grado temporaneo di maggiore. Fu successivamente selezionato da William Avery Bishop per comandare il No.1 RCAF Squadron, dotato dei caccia Sopwith Dolphin. Nonostante i suoi sforzi , insieme a quelli di altri, per portare stabilità organizzativa alla RCAF, questa fu mai pienamente effettiva e alla fine di maggio 1919 il gabinetto federale canadese decise che doveva essere sciolta. In tempo di pace, il governo semplicemente non era disposto a sostenere i costi di un'aeronautica militare, per quanto piccola, che era stata organizzata per la guerra. Alcuni ufficiali scelsero di rientrare nella Royal Air Force, altri ottennero il congedo. Il suo servizio terminò il 16 agosto e lui tornò a Listowel, intenzionato a intraprendere una carriera nell'aviazione civile.
Accettò un lavoro come direttore generale dell'aeroporto di Mineola, New York. Prima di poter iniziare a lavorare, fu coinvolto in un incidente automobilistico vicino a Stratford, rompendosi una gamba. Sopraggiunsero delle complicazioni ed egli morì in ospedale di trombosi cerebrale il giorno di Natale del 1919.

### Fonti
1. 1 2 3 4 5  Shores, Franks, Guest 1996, p. 275.
2. 1 2 3 4 5 6 7  The Aerodrome.
3. 1 2 3 4 5 6 7 8 9 10 11 12  Shores, Franks, Guest 1996, p. 276.
4. 1 2 3 4 5 6 7 8 9 10 11 12 13 14 15 16 17 18 19 20  Dictionary of Canadian Biography.